# Banff Town Hall

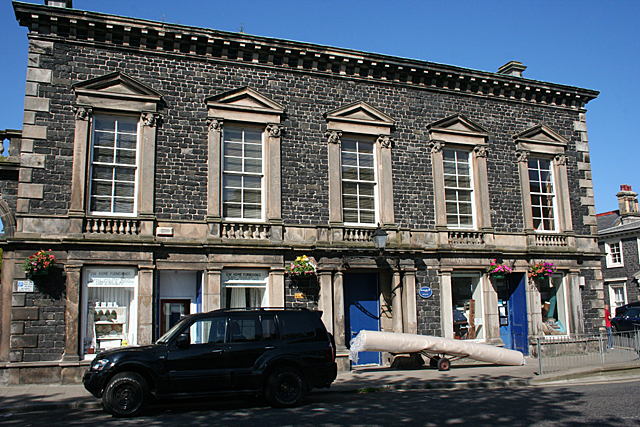
Banff Town Hall

Die Banff Town Hall, ursprünglich St Andrew’s Lodge of Masons Hall, ist ein ehemaliger Freimaurertempel und die heutige Gemeindehalle der schottischen Kleinstadt Banff in der Council Area Aberdeenshire. 1972 wurde das Bauwerk in die schottischen Denkmallisten in der höchsten Denkmalkategorie A aufgenommen.

## Beschreibung
Das zweistöckige Gebäude steht an der Einmündung der Seafield Street in die Castle Street (A98) im Zentrum von Banff gegenüber von Banff Castle. Für den Entwurf des zwischen 1851 und 1854 errichteten Gebäudes zeichnet der in Elgin ansässige Architekt Thomas Mackenzie verantwortlich. Das zweistöckige Gebäude ist im historisierenden Italianate-Stil gestaltet. Seine ostexponierte Hauptfassade entlang der Castle Street ist fünf Achsen weit. Entlang der Seafield Street schließt sich ein niedrigerer, ebenfalls zweistöckiger Anbau an.
Das Mauerwerk besteht aus ungleichmäßigen, dunklen Quadern mit kontrastierenden, cremefarbenen Natursteineinfassungen. Mittig befindet sich das mit dorischen Säulen und Pilastern ornamentierte, zweiflüglige Eingangsportal. Flankierende Eingänge führen zu den Ladengeschäften mit ihren pilastrierten Schaufenstern. Die hohen zwölfteiligen Sprossenfenster im Obergeschoss sind balustriert und mit Dreiecksgiebeln bekrönt. Diese ruhen auf ionischen Pilastern, deren Kapitelle ungewöhnlich mit skulpturierten Köpfen der Königin ornamentiert sind. Unterhalb des abschließenden Walmdachs läuft ein tiefes Kranzgesims um. Entlang der Seafield Street sind zwei traufständige Kamine durch eine rundbogige Arkade verbunden.